# Adolf Holzwig
Adolf Herbert Holzwig (* 11. Februar 1912 in Pasewalk; † 26. Juni 1957) war ein deutscher Jurist. Er war als Marinestabsrichter bei der Kriegsmarine für Todesurteile verantwortlich.

## Leben
Adolf Holzwig war ein Sohn eines Zeichenlehrers. Aufgrund seiner künstlerischen Neigungen studierte er erst an der Staatlichen Kunstakademie Königsberg, wechselte dann aber 1932 an die juristische Fakultät. Zum 1. Mai 1933 trat er der NSDAP bei (Mitgliedsnummer 1.853.521). Bis 1936 studierte er in Königsberg, Berlin und Marburg. Sein Referendariat absolvierte er in Stettin. Er bestand die große Staatsprüfung und wurde im Herbst 1939 Assessor bei der Staatsanwaltschaft Köslin.
Der Wechsel zur Wehrmacht folgte. Im Dezember 1941 kam er mit Ruhr und Gelbsucht erkrankt nach Deutschland zurück und wurde in ein Lazarett verlegt. Durch die Erkrankungen blieb eine Herzmuskelschwäche, welche ihn nicht mehr frontverwendungsfähig machte. Holzwig meldete sich als aktiver Marinerichter. Daher wurde der „Gerichtsassessor Holzwig“ mit Wirkung vom 1. April 1942 in das Beamtenverhältnis berufen und zum Marinekriegsrichter ernannt. Von August 1942 bis März 1943 war er beim Gericht des Küstenbefehlshaber westliche Ostsee. Kam dann für drei Monate an das Gericht des Höheren Kommandos der U-Boot-Ausbildung. Von Juni 1943 bis 1944 war er in der Zweigstelle Genua-Nervi des Gericht des Deutschen Marinekommandos Italien und war dann von August 1944 bis November 1944 Leiter der Zweigstelle Antwerpen des Gerichts des Admirals in den Niederlanden.
Als Marinestabsrichter beim II. Admiral der Nordsee (Wilhelmshaven) war er an Verurteilungen von Soldaten eingebunden. So verurteilte er als vorsitzender Richter z. B. einen Matrosen wegen Vergehen gegen das Heimtückegesetz oder einen anderen Soldaten wegen Wehrkraftzersetzung zu Gefängnisstrafen.
Von Oktober 1944 bis Kriegsende war er beim Gericht des Führers der Schnellboote leitender Richter. Gerichtsherr war dadurch der Fregattenkapitän Rudolf Petersen, welcher gemeinsam mit Holzwig ebenfalls nach dem Krieg für die Todesurteile des Standgerichtes auf der Buea angeklagt wurde.
Am 5. Mai 1945 kam es auf dem Schnellboot M 612, welches trotz Kriegsende noch zur „Befreiung“ deutscher Truppen aus dem Kurland ausgelaufen war, zu einer vermeintlichen, aber als solche bezeichneten Meuterei. Nachdem das Boot von einer anderen Schnellbootbesatzung geentert worden war und die vermeintlichen Meuterer gefangen genommen waren, kam es am Abend des gleichen Tages auf dem Boot zu einem Standgericht, in welchem Holzwig als Ankläger auftrat. Seine Anträge auf Anklage wegen militärischer Aufruhr; elf Todesstrafen, viermal je drei Jahre Zuchthaus und fünf Freisprüche, wurden vom Marineoberstabsrichter Franz Bernds direkt in das Urteil übernommen. Noch in der Nacht folgten die Hinrichtungen durch Erschießen.
Am 9. Mai 1945, ein Tag nach der bedingungslosen Kapitulation Deutschlands, fand ein zweites Standgericht, nun auf der Buea, statt. Holzwig war Vorsitzender des Gerichts. Am Ende der maximal dreistündigen Verhandlung lautete das Urteil: drei Todesstrafen wegen schweren Fällen der Fahnenflucht im Felde. Das Urteil basierte auf der Richtlinie des Führers und Obersten Befehlshabers der Wehrmacht für die Strafzumessung bei Fahnenflucht vom 14. April 1940, wobei hier auf die Todesstrafe zur Aufrechterhaltung der Manneszucht abgestellt wurde. Am 10. Mai 1945 wurden die Todesurteile gegen den Matrosen Fritz Wehrmann, den Marinefunker Alfred Gail (1925–1945) und den Obergefreiten Martin Schilling (1921–1945) vollstreckt. Nur Gail war nicht einstimmig zum Tode verurteilt worden. Da der Matrose Kurt Schwalenberg angab vorgehabt zu haben, nach Hause zurückzukehren, wurden beim ihm mildernde Umstände gesehen und von einer Todesstrafe abgesehen.
Nach der Entlassung aus der Marine versuchte sich Holzwig als Kunstmaler in Ostfriesland.

## Gerichtsverfahren zum FallBuea
Im Herbst 1945 wurden durch die Angehörigen der ermordeten Soldaten ein Gerichtsverfahren gegen die am Standgericht auf der Buea beteiligten, insgesamt sieben Personen, eröffnet. Der Prozess begann Ende Mai 1946 am Landgericht Hamburg, wobei der beisitzende Richter, der ehemalige Kriegsgerichtsrat Rolf Nissen war, und hatte zur Anklage das „Verbrechen gegen die Menschlichkeit“. Am 4. Juni 1948 erging das öffentlich vielfach kritisierte Urteil, welches sich zentral auf das Kontrollratsgesetz Nr. 10 (KRG Nr. 10) bezog und die „soldatische Haltung“ über das „Leben des Einzelnen“ stellte, gegen Holzwig zu 2 Jahren Haft, wie auch gegen den Disziplinarvorgesetzten Otto Sander. Die anderen fünf Personen wurden freigesprochen. Die beiden Verurteilten blieben aber auf freiem Fuß. Im Urteil wurde begründet, dass das Menschlichkeitsverbrechen von der Motivlage der Personen abhängen würde, sodass das Schwurgericht in Hamburg einen ordnungsgemäßen Prozess feststellte und, als weiterer Anklagepunkt gegen Holzwig, die Abwesenheit eines Verteidigers als nicht relevant für die vom Hamburger Gericht festgestellte Rechtsmäßigkeit des Standgerichtsurteils erachtete. Die Abwesenheit eines Verteidigers wurde als schwerer Verfahrensfehler gewertet und Holzwig angelastet, ohne ihm eine Absicht zu unterstellen. Letztendlich wurde er doch wegen Verbrechen gegen die Menschlichkeit verurteilt, da er Petersen prozesswidrig beeinflusst hatte. Hierzu heißt es:
Der Angeklagte Holzwig, der, wie bereits festgestellt, wegen seines Richterspruchs und der Vorbereitung und Durchführung des Verfahrens nicht zur Verantwortung gezogen werden kann, hat nach Beendigung der Hauptverhandlung dem Angeklagten Petersen über das Verfahren berichtet, hat ihm das Für und Wider der Bestätigung und Vollstreckung erwogen und schließlich den Rat gegeben, das Urteil zu bestätigen und vollstrecken zu lassen. Mit dem Abschluss der Verhandlungen war die richterliche Tätigkeit des Angeklagten beendet. [...] Bei der Frage der Bestätigung und Vollstreckung gelten aber andere Grundsätze als bei der Verurteilung. Als Jurist musste der Angeklagte Holzwig wissen, wie gefährlich die damals so stark eingeschränkte Form des kriegsgerichtlichen Verfahrens für die Angeklagten war.
Holzwig hätte aus seiner juristischen Expertise heraus also Bedenken gegen die Vollstreckung vorbringen müssen. Das Gericht sah aber eine gewisse Angst Holzwigs vor der eigentlichen Aufgabe und lastete ihm an, dass im Hamburger Verfahren keine Entschuldigungsgründe, nicht wie bei Petersen, von Holzwig vorgebracht worden waren, wodurch letztendlich der Urteilsspruch begründet wurde.
Es folgte ein Revisionsurteil. Die Revision wurde von der Staatsanwaltschaft eingelegt, dem obersten Gerichtshof für die britische Zone am 7. Dezember 1948. Die Urteile wurden mit der Begründung, dass das LG Hamburg u. a. die Unmenschlichkeit verkennen würde, aufgehoben. Die Schuld würde in keinem Verhältnis zur Strafe stehen und das Urteil des Standgerichtes wäre nur auf die höchstmögliche Abschreckung ausgelegt gewesen. Gerade dieses Urteil führte in den Kreisen der ehemaligen NS-Richtern zu Aufruhr, da sie die Verfolgung von Wehrmachtsurteilen befürchteten. Max Bastian, ehemaliger Präsident des Reichskriegsgerichts, und z. B. Alexander Kraell, letzter Oberreichskriegsanwalt, probierten öffentlich Front gegen das Urteil zu erreichen und den Zusammenhang zwischen der Wehrmachtjustiz und dem Nationalsozialismus zu relativieren. Bereits im nun folgenden Verfahren, ebenso wie auch 1953, trat der ehemalige NS-Militärrichter Erich Schwinge als sachverständiger Gutachter zur Fragestellung des Zusammenhangs zwischen der Wehrmachtjustiz und der Justizlenkung des Nationalsozialismus auf.
Am 4. August 1949 entschied erneut das Landgericht Hamburg (LG Hamburg) über den Fall Buea. Holzwig wurde nun zu fünf Jahren Haft verurteilt. Das Urteil sah eine erhebliche Schuld Holzwigs, da er zusammenfassend kein Interesse an der Rechtsfindung gezeigt hätte, welche z. B. durch das Hinzuziehen eines zweiten Juristen oder durch die Klärung einer Begnadigung erreicht worden wäre. Drei Personen, einschließlich Sanders, wurden zu zwei und eine Person zu einem Jahr Gefängnis verurteilt.
Sowohl die Staatsanwaltschaft als auch die Verurteilten legten erneut Revision u. a. wegen der nicht mehr erlaubten Anwendung des KRG Nr. 10, ein. Bei der Urteilsfindung wurden Totschlag und Rechtsbeugung, wenn die Rechtswidrigkeit der Urteile durch Holzwig erkannt worden war, berücksichtigt. Am 29. Mai 1952 kam es daher erneut zu einem Revisionsurteil, jetzt vom Bundesgerichtshof (BGH). Das Urteil lautete auf Beihilfe zur vorsätzlichen Tötung.

Das LG Hamburg fällte am 27. Februar 1953 ein endgültiges Urteil im Fall Buea, wobei die Anklagepunkte gegen Holzwig wieder Totschlag und Rechtsbeugung lauteten. U. a. die vermeintliche Unabhängigkeit der Wehrmachtsgerichte von der nationalsozialistischen Lenkung der Justiz wurde durch Zeugen und Gutachter, wie den ehemaligen Admiralstabsrichter Joachim Rudolphi, dem ehemaligen Chefrichter des Marineoberkommandos Nord Otto Kranzbühler, aber auch wieder Erich Schwinge, bestätigt. Im Urteil heißt es zu Holzwig:
Ihm wird allgemein bestätigt, dass er als Richter keineswegs schroff und unduldsam gewesen sei, sondern eher zu weich und zu milde. Er war eine Künstlernatur und für den Beruf des Strafrichters nur wenig geeignet. Eine bewusste Rechtsbeugung mit dem Ziel, Unschuldige zum Tode zu bringen, ist für einen solchen Menschen persönlichkeitsfremd.
In der Folge wurde ihm ein vorsätzliches Handeln gegen das Recht oder gar eine rechtsfeindliche Einstellung, um dem nationalsozialistischen Regime zu dienen, abgesprochen. Trotz Kapitulation sah das Gericht die Gültigkeit der Todesstrafe bei Fahnenflucht als weiterhin gegeben an. Letztendlich wurde Holzwig freigesprochen.
Wegen der Urteile zu den Todesstrafen im Fall des Schnellbootes M 612 wurde Holzwig juristisch nicht verfolgt.
Über sein weiteres Leben ist nichts bekannt.